# Sociometrie

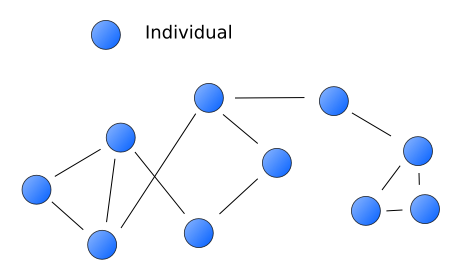
Een sociogram.

Sociometrie is een kwantitatieve methode om sociale relaties te meten. Deze methode werd ontwikkeld door Jacob L. Moreno bij het bestuderen van de relatie tussen sociale structuren en het psychische welzijn. De sociometrie onderzoekt groepsrelaties.
Sociometrie stamt etymologisch af van de Latijnse termen socius (gezelschap) en metrum (meetinstrument). Jacob Moreno definieerde de sociometrie als "het onderzoeken van de evolutie en organisatie van groepen en de positie van individuën binnen die groepen". Sociometrische onderzoeken onthullen verborgen structuren die vorm geven aan een groep: allianties, subgroepen, verborgen gedachten, verborgen agenda's, ideologische overeenkomsten, etc. De sociometrie benadert de studie van groepen dus niet vanuit de buitenstructuren van een groep (het "groepsoppervlak") maar poogt dieper te gaan dan dat.
Een van Moreno's vernieuwingen in de sociometrie was de ontwikkeling van een sociogram, een systematische methode om individuele personen (en de relaties tussen individuen) grafisch voor te stellen binnen een groep, via punten. Het maken van een sociogram legt dus een sociaal netwerk bloot.
Binnen de sociologie heeft de sociometrie twee hoofdtakken: "research sociometry" en toegepaste sociometrie.